# No quiero escuchar
"No quiero escuchar" ("Eu não quero escutar") foi a canção que representou a Espanha no Festival Eurovisão da Canção 1999 que teve lugar em Jerusalém.
A canção foi interpretada em castelhano por Lydia. Foi a terceira canção a ser interpretada na noite do festival, a seguir à canção da Bélgica "Like the wind, interpretada por Vanessa Chinitor e antes da canção croata "Marija Magdalena", cantada por Doris Dragović. Terminou na competição em 23.º e último lugar, recebendo apenas um voto fornecido pelo júri da Croácia. Apesar da fraca votação, a Espanha, tal como o Reino Unido, França e Alemanha participaria porque é um dos quatro maiores contribuintes para o evento. No ano seguinte, em 2000, a Espanha foi representada por Serafín Zubiri que interpretou a canção "Colgado de un sueño.

## Autores
- Letristas: Carlos López González, Adolfo Carmona Zamarreño, Fernando Rodríguez Fernández, Alejandro Piqueras Ramírez
- Compositores: Fernando Rodríguez Fernández, Alejandro Piqueras Ramírez

## Letra
Para a sua aparência na Eurovisão, 9 Lydia de 19 anos usava um vestido muito criticado, desenhado por Agatha Ruiz de la Prada, [1] constituído por listras verticais nas cores do arco-íris. Em contrapartida, os seus quatro backing vocals foram vestidos inteiramente de preto.
Na canção Lydia diz ao seu amante que não o quer escutá-lo nunca mais, está cansada de ouvir as mentiras que ele diz, ela sabe perfeitamente que ele anda a traí-la com outra mulher.